# Pazmanitentempel

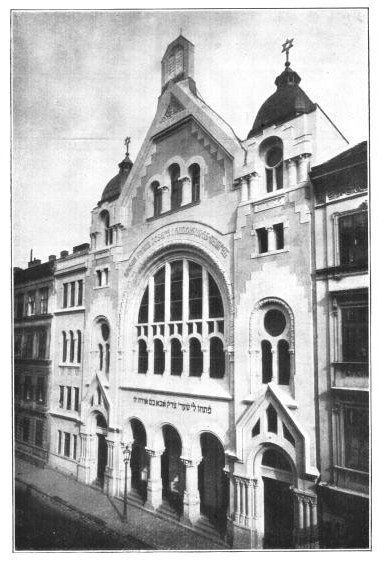
Ansicht um 1914

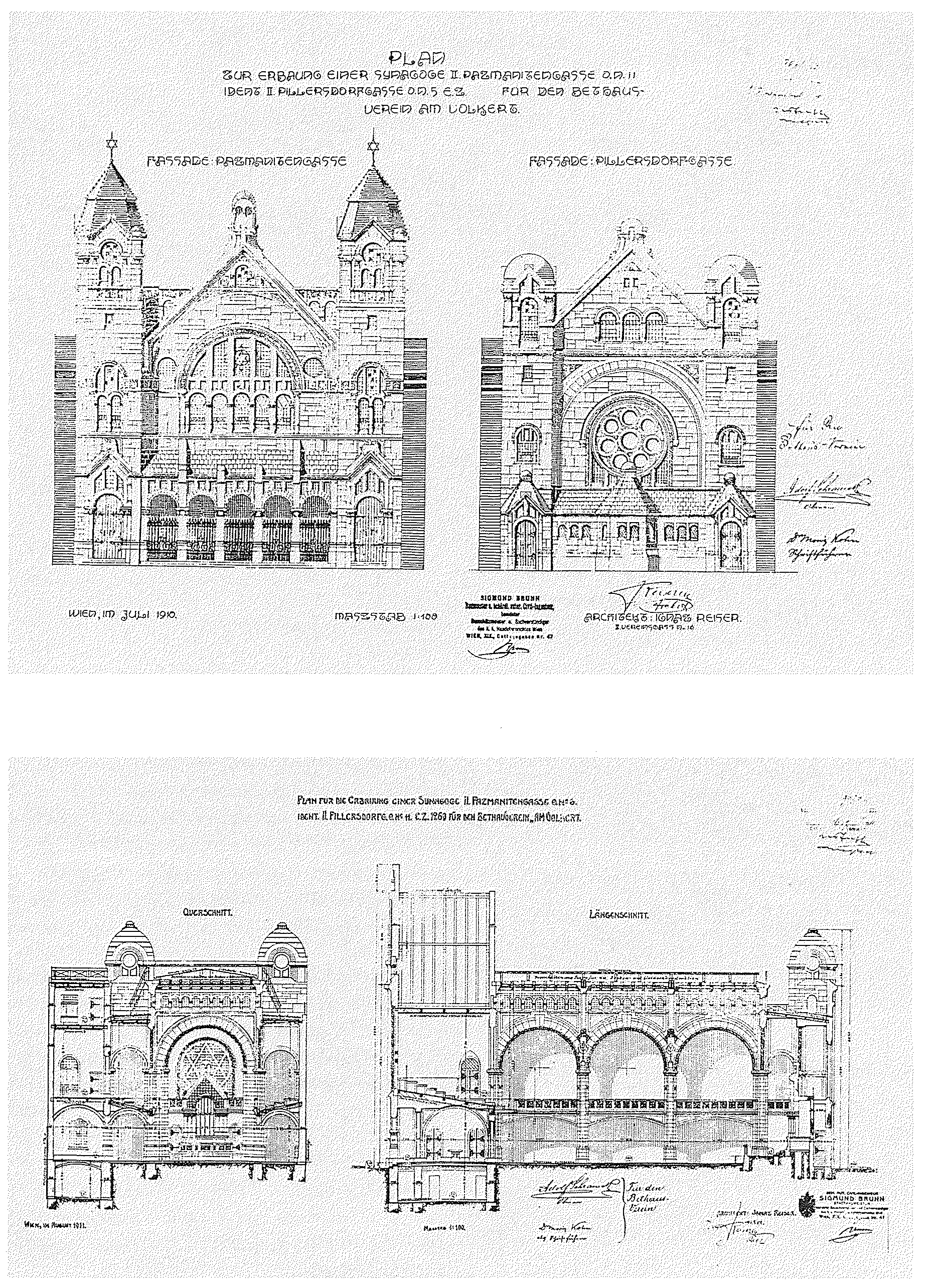
Baupläne des Pazmanitentempels

Der Pazmanitentempel war eine große Synagoge an der Pazmanitengasse 6 im 2. Wiener Gemeindebezirk Leopoldstadt.
Der für 900 Personen (550 und 350 Sitzplätze) ausgelegte, warmluftbeheizte Tempel wurde zwischen 1911 und 1913 von Architekt Ignaz Reiser (1863–1940) errichtet und als Kaiser Franz Josef I. Huldigungstempel am 28. September 1913 eingeweiht.
Während der Novemberpogrome 1938 wurde der Bau zerstört. Norbert Brainin und sein Bruder Hugo hielten sich zu diesem Zeitpunkt im Pazmanitentempel auf, um das Totengebet für ihre verstorbene Mutter zu sprechen:

„Am 9. November 1938 sind vorne etliche Radaubrüder und Horden hereingekommen und haben das Haus angezündet. Mein Bruder und ich sind hinten raus und nach Hause gelaufen, unbehelligt. Das ist ein Schlüsselerlebnis gewesen für uns.“